# Минерал (Илиноис)
Минерал (енгл. Mineral) град је у америчкој савезној држави Илиноис.

## Демографија
По попису из 2010. године број становника је 237, што је 35 (-12,9%) становника мање него 2000. године.
| Група             | 2000.       | 2010.       |
| Белци             | 266 (97,8%) | 233 (98,3%) |
| Афроамериканци    | 2 (0,7%)    | 0 (0,0%)    |
| Азијати           | 0 (0,0%)    | 0 (0,0%)    |
| Хиспаноамериканци | 4 (1,5%)    | 4 (1,7%)    |
| Укупно            | 272         | 237         |